# Теларо (Ла Специја)
Теларо је насеље у Италији у округу Ла Специја, региону Лигурија.
Према процени из 2011. у насељу је живело 559 становника. Насеље се налази на надморској висини од 34 м.